# Onbevlekt Hart van Mariakerk (Berlaar)

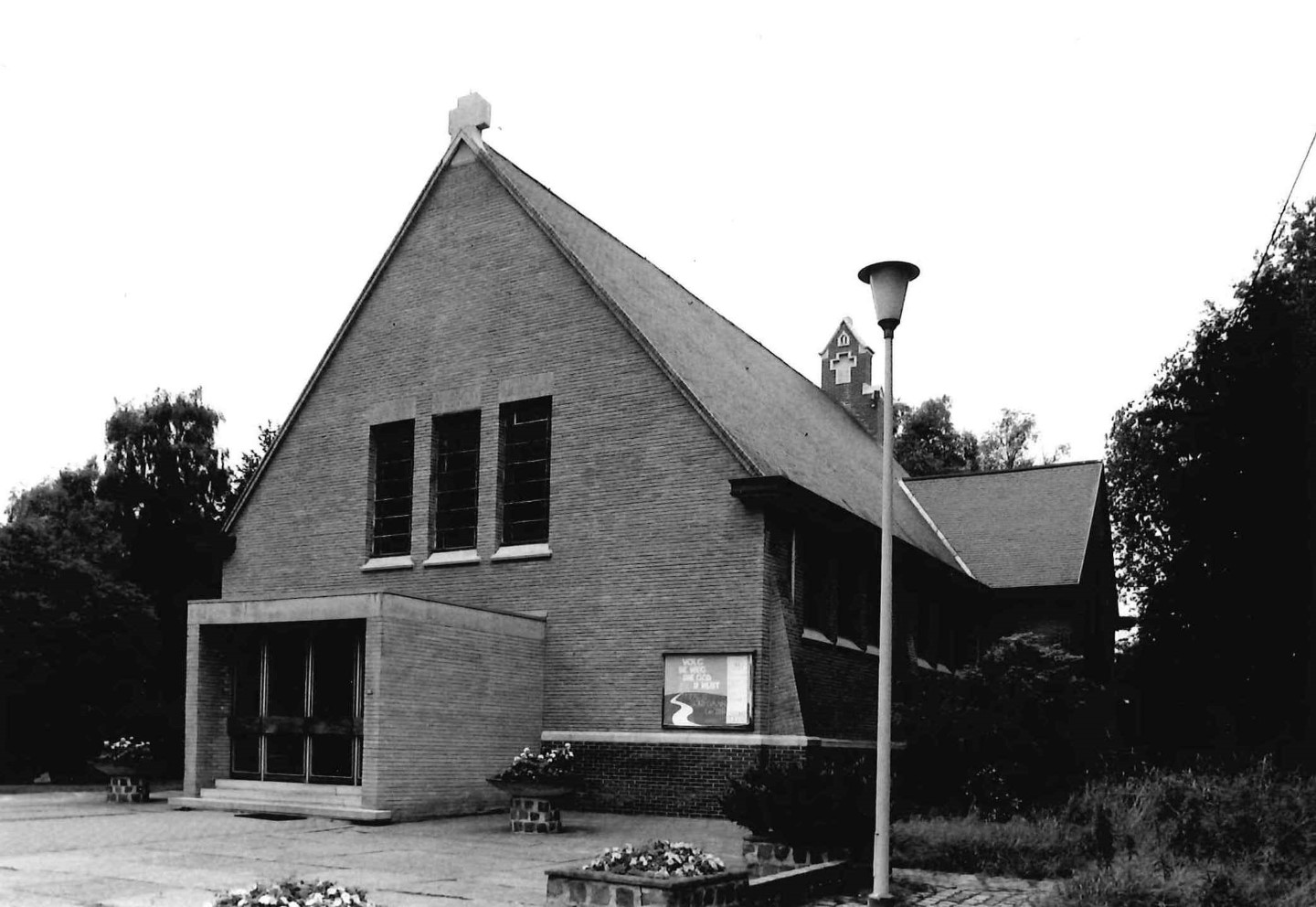
Onbevlekt Hart van Mariakerk

De Onbevlekt Hart van Mariakerk is een voormalig rooms-katholiek kerkgebouw in de Antwerpse plaats Berlaar, gelegen aan de Misstraat 66. Na onttrekking aan de eredienst in 2018 kwam ze in gebruik als turnzaal.

## Geschiedenis
De kerk werd gebouwd in 1934 naar een ontwerp van Frans Vandendael dat echter in versoberde vorm werd uitgevoerd. Er kwam een kleiner gebouw en er werd geen toren bijgebouwd. Het pand is sinds 2009 erkend als bouwkundig erfgoed.
Vanaf 2017 werden er in het gebouw geen erediensten meer gevierd. In 2018 werd de kerk ontwijd. Ze kwam vervolgens voor onderwijsdoeleinden in erfpacht aan de vrije basisschool.

## Gebouw
Het betreft een naar het noordwesten georiënteerd sober bakstenen kerkgebouw onder zadeldaken. De eenbeukige kerk heeft een transept met op de viering een dakruiter. Omstreeks 1981 werd een voorportaal aangebouwd. De vensteropeningen zijn rechthoekig.